# 大島支庁 (東京都)
大島支庁（おおしましちょう）は、東京都の支庁のひとつで事務機構上は東京都総務局に属する。
所管区域は大島町、利島村、新島村及び神津島村の区域、すなわち大島・利島・新島・式根島・神津島の5島が管轄である。
新島出張所、神津島出張所を持つ。
大島支庁は東京都の支庁であり、住所表記とは何ら関係ない。例えば伊豆大島の大島町は「東京都大島町」であり、「東京都大島支庁大島町」という表記は誤りである。

## 沿革
- 明治33年（1900年）：伊豆諸島に島庁が設置された際、大島島庁として発足。
- 大正9年（1920年）：利島、新島（式根島を含む）、神津島、三宅島、御蔵島の島役所が廃止され、各島とも大島島庁の管轄下となる。三宅島、新島に出張所を置く。
- 大正15年（1926年）：島庁廃止にともなって大島支庁に改組。
- 昭和18年（1943年）：三宅島出張所が三宅支庁として分離独立。